# دوغ بانكس
دوغ بانكس (بالإنجليزية: Doug Banks)‏ هو دي جيه أمريكي، ولد في 9 يونيو 1958 في فيلادلفيا في الولايات المتحدة، وتوفي في 11 أبريل 2016 في ميامي في الولايات المتحدة بسبب السكري.